# 阿尔托大学艺术设计学院
阿爾託大學藝術、設計與建築學院（芬蘭語：Aalto-yliopiston taideteollinen korkeakoulu），前稱赫爾辛基藝術設計大學（芬蘭語：Taideteollinen korkeakoulu、缩写TaiK），成立于1871年，是北欧五国最大的藝術設計類大學。2007年有教师161人，行政人员及其他员工308人，本科、硕士及博士生共1968人，其中国际学生比例为16%，师生比例为1：12。现任校长为海伦娜·许沃宁教授（Helena Hyvönen）。
2010年1月，赫尔辛基艺术设计大学與赫尔辛基理工大学和赫尔辛基经济学院合并成一所新大学，名为阿尔托大学（芬蘭語：Aalto-yliopisto）。

## 历史

2009年前的校徽

赫尔辛基艺术设计大学的前身是1871年1月11日成立的应用艺术学院（Veistokoulu）。1885年更名为中央艺术设计学院（Taideteollisuuden keskuskoulu，也有使用Taideteollisuuskeskuskoulu这一名称）。1949年更名为艺术设计学院（Taideteollinen oppilaitos）。1973年起改为现名。1983年起，开设博士教育。1986年，搬到现址。
2010年，合併為阿爾托大學藝術設計學院。

2012年，建築系合併至藝術設計學院，並更名為藝術、設計與建築學院。

## 教学及研究机构

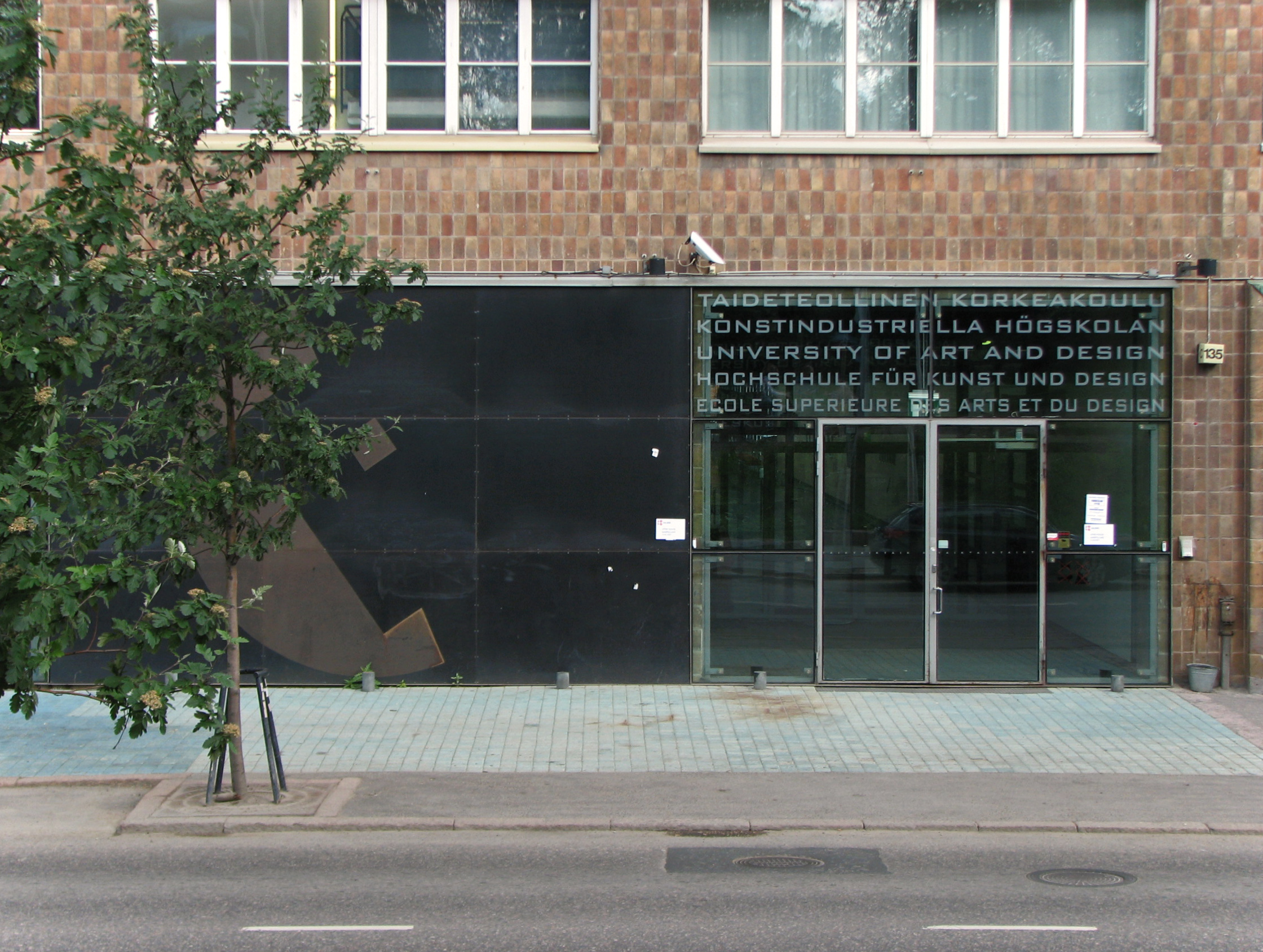
阿爾托大學藝術設計學院

藝術設計學院由6个教学单位组成，包括5个系和1个实验室：电影与舞台艺术系（Elokuvataiteen ja lavastustaiteen osasto）、设计系（Muotoilun osasto）、艺术教育系（Taidekasvatuksen osasto）、视觉文化系（Visuaalisen kulttuurin osasto）、艺术与媒体系（Taiteen ja median osasto）和媒体实验室（Medialaboratorio）。
除了上述教学机构，藝術設計學院还设有两个独立单元（erilliset yksiköt），即图书馆和Lume媒体中心。此外，与瓦萨大学联合建立西芬兰设计中心（Länsi-Suomen muotoilukeskus，MUOVA），位于瓦萨；与戏剧学院联合建立芬兰艺术、发展与教育研究所（Suomen taideyliopistojen koulutus- ja kehittämisinstituutti IADE），位于赫尔辛基。

## 校区
藝術設計學院校园自1986年起搬到赫尔辛基中心市区东北部的阿拉比亚区（Arabia）。这片区域是赫尔辛基历史最悠久的老工艺厂区，分布着Arabia陶瓷制品公司等工艺品厂家。而且赫尔辛基市要求这一区域内的所有厂家都必须从建筑用款中分配1-2%用于艺术方面的建设。因此，艺术在这里成为一项重要的元素，也使阿拉比亚区获得“艺术设计之城”的美誉。
艺术与媒体系设在芬兰西部城市波里，距赫尔辛基约250千米。

## 国际交流
藝術設計學院与世界上150多所院校签署了合作协议。近年来重点加强了与东南亚、日本、中国和韩国院校的合作。此外，赫尔辛基艺术设计大学还加入了北欧的Nordplus、欧洲的Erasmus等校际交流项目。
藝術設計學院是“国际艺术、设计及传媒院校协会”（Cumulus - International Association of Universities and Colleges of Art, Design and Media）的成员。这个协会由赫尔辛基艺术设计大学与英国皇家艺术学院发起，于1990年创办，现有140所成员院校，秘书处设在藝術設計學院。协会定期组织学术会议和艺术展览，进行校际人员交流和教研合作，也和工业界建立了联系。赫尔辛基艺术设计大学还通过Cirrus组织与北欧和波罗的海国家的20所院校合作。此外，藝術設計學院创办了“一流设计研究与创新中心网络”（Network of Leading Design Research and Innovation Centers，NELDRIC），成员包括来自欧洲、亚洲和北美的15家艺术设计类大学和研究中心。